# Finnachta I
Finnachta I lub Finnsnechta I, właśc. Elim – legendarny zwierzchni król Irlandii z dynastii Milezjan (linia Íra, syna Mileda) w latach 674-654 p.n.e. Starszy syn i następca Ollama Fodly, zwierzchniego króla Irlandii. Jego właściwym imieniem był Elim. Za jego panowania spadł śnieg ze smakiem wina, który poczernił trawę. Z tego powodu przylgnęło do niego imię Finnachta, połączone z dwóch słów irlandzkich: fion („wino”) i snechta („śnieg”). Finnachta, po dwudziestu latach panowania, zmarł na plagę w Magh Inis, w Ulsterze. Pozostawił po sobie syna Fiachę Finnailchesa, przyszłego zwierzchniego króla Irlandii. Następcą Finnachty na tronie został jego młodszy brat, Slanoll.